# Giant for a Day
Albums de Gentle Giant
The Missing Piece
(1977) Civilian
(1980)
Giant for a Day est le onzième album studio du groupe britannique Gentle Giant sorti le 11 septembre 1978. Cet album démontre un tournant dans l'histoire du groupe puisqu'il effectue un virage vers le pop/rock en se détournant du rock progressif. Plutôt ignoré par les fans, il ne se classa même pas dans le top 200 aux Etats-Unis. Pour la première fois de leur carrière, le groupe ne donna aucun concert pour promouvoir l'album, préférant attendre le suivant et dernier, Civilian, pour organiser une tournée d'adieu et il se séparèrent ensuite. Voir l'article anglophone sur Wikipedia consacré à l'album Giant for a day de Gentle Giant pour cette traduction. 

## Chansons
Toutes les chansons sont de Shulman, Shulman et Minnear sauf pour Friends écrite par John Weathers et Take Me coécrite par Weathers et Derek Shulman.
1. Words from the Wise (4:10)
2. Thank You (4:45)
3. Giant for a Day (3:45)
4. Spooky Boogie (3:31) (Instrumental)
5. Take Me (2:45)
6. Little Brown Bag (3:32)
7. Friends (1:58) (Chat : John Weathers)
8. No Stranger (2:27)
9. It's Only Goodbye (4:16)
10. Rock Climber (3:50)

## Personnel
- Derek Shulman - Chant sauf sur (4, 7)
- Gary Green - Guitare électrique (1-6, 8-10), guitare slide (2), guitare acoustique (2, 7), chœurs
- Ray Shulman - Basse (1, 3-6, 8-10), guitare 12 cordes (2, 7), chœurs
- Kerry Minnear - Piano (4-6, 9, 10), piano électrique (1, 4, 5, 8, 10), orgue Hammond (2), clavinet (1), synthétiseur (4), Minimoog (3-5), xylophone (4), basse (2, 7), chant (1), chœurs
- John Weathers - Batterie (1-6, 8-10), tambourin (1, 5), shaker (4), cloche à vache (10), chant (7), chœurs